# Francisco Santos Galvis
Francisco Santos Galvis (Coromoro, 21 de agosto de 1848-Curití, 8 de enero de 1900) fue un político, abogado y periodista colombiano, miembro del Partido Liberal Colombiano. Santos es patriarca de la prestigiosa familia colombiana de periodistas de Los Santos.

## Biografía
Francisco Santos nació en Coromoro, el 21 de agosto de 1848, en el seno de una familia acomodada de clase media baja. Después de la muerte de su padre, Santos y sus hermanos se trasladaron a la población vecina de San Gil, donde a los 18 años ya oficiaba como vicerrector del colegio San José de Guanentá.  

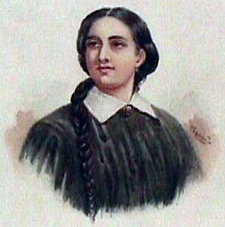
Acuarela de Roberto Páramo, donada por el expresidente Santos Montejo al Museo Nacional de Colombia, Bogotá.

Sin embargo su ambición era ser abogado, por lo cual se trasladó a la capital, Bogotá, para estudiar Jurisprudencia en la Universidad del Rosario. En 1878 fundó el semanario El Corresponsal, junto con el joven escritor y compañero suyo de estudios, Diego Mendoza Pérez. Lo suspendió un año después porque en el municipio de Guateque conoció a su futura esposa, con quien se casó en 1879.  
Santos se desempeñó algunos meses como juez, tarea que también cumplió en Socorro y Curití. Nuevamente fue trasladado a Bogotá, en tiempos del inicio de la presidencia de Francisco Javier Zaldúa. 
Allí, Santos fundó el diario El Republicano, y fue nombrado auxiliar de la Tesorería General. Zaldúa murió en ejercicio de la presidencial y su reemplazo, José Eusebio Otálora, ascendió a Santos al cargo de Oficial Mayor de la Secretaría de Relaciones Exteriores. También se desempeñó como representante a la cámara y senador por Santander, a nombre del Partido Liberal. También se convirtió en un feróz persecutor de Rafael Núñez, quien se empezó a radicalizar en su ideología cada vez más conservadora.
Francisco Santos Galvis se suicidió el 8 de enero de 1900, en Curutí, Santander, a los 51 años. Las versiones de sus móviles son difusas y poco conocidas, por lo que a la fecha no se sabe con certeza qué lo motivó a tomar esa decisión, pero se baraja como posible motivo sus problemas mentales.

## Familia

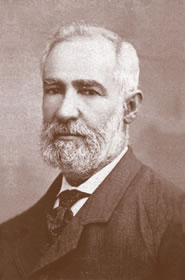
Su primo medio, el político Gabriel Vargas Santos.

Francisco Santos Galvis nació en el seno de una familia de clase media de la aristocracia local. Sus padres eran José María Eduardo Santos Plata y Facunda Galvis, siendo sus hermanos Aurelio, Dolores, Antonio y Zenón Santos Galvis. Su padre había estado casado previamente con Genoveva Vargas Reyes, siendo sus hijos Miguel, Aquilino, José María, Rito Antonio, Genoveva, Leonor, Zoila y Emeterio Santos Vargas. De su medio hermana Genoveva, Francisco era primo medio del político liberal Gabriel Vargas Santos.
Su padre era uno de los hermanos de la heroína de la independencia de Colombia, María Antonia Santos Plata, quien pese a estar casada, no dejó descendencia, ya que murió fusilada en 1819, días antes de la victoria definitiva de Simón Bolívar sobre las fuerzas españolas.

### Matrimonio y descendencia
Santos contrajo matrimonio en Ráquira, el 6 de mayo de 1879, con la dama Leopoldina Montejo Camero. Como lo relata Enrique Santos Molano en su libro "Los jóvenes Santos", en contraste con su marido, Leopoldina era tan religiosa que a su familia la hacía rezar hasta por los reyes católicos de España. Con Leopoldina, Francisco engendró 5 hijosː Gustavo, Enrique, Hernando, Eduardo, Jorge, Julio y Guillermo Santos Montejo, quienes quedaron huérfanos muy temprano por el suicidio de Francisco.
Gustavo, el mayor, fue alcalde de Bogotá, y contrajo matrimonio con Elena Tanco Cordovéz, hija del político conservador Mariano Tanco Armero y prima del diplomático Luis Tanco Argáez; Hernando con Isabel Pardo Ruiz; Eduardo, quien llegó a ser presidente de Colombia, se casó con la heredera Lorenza Villegas, cuyo hermano Alfonso Villegas, fundó el periódico El Tiempo, medio impreso de la familia Santos, y el más importante del país actualmente.
Guillermo se unió con Dorila Uribe García-Herreros, y Enrique, apodado "Calibán", trabajo junto a su hermano Eduardo en El Tiempo, y es el padre de los hermanos periodistas Enrique y Hernando Santos Castillo, de quien descienden el expresidente Juan Manuel Santos Calderón y su primo el exvicepresidente Francisco Santos Calderón.